# ادوینا براون
ادوینا براون (انگلیسی: Edwina Brown؛ زادهٔ ۱ ژوئیهٔ ۱۹۷۸) بازیکن بسکتبال اهل ایالات متحده آمریکا است.
وی در مسابقات کشوری و بین‌المللی در مجموع برندهٔ ۱ مدال طلا، ۱ مدال برنز شده‌است.